# Arturo Ramón Ávila
Arturo Ramón Ávila (San Miguel,  31 de agosto de 1885-19 de junio de 1951) fue un político y diplomático salvadoreño.

## Biografía
Arturo Ramón Ávila estudió derecho en la Universidad de El Salvador, donde se doctoró en derecho y ciencias sociales. Fue admitido para ejercer como abogado y notario. De 1908 a 1910 fue juez del juzgado de paz y justicia penal de Santa Tecla. En 1908 fue nombrado cónsul general en Londres, donde estuvo exequatur del 9 de mayo de 1912 a 1921 y actuó como encargado de negocios. En 1912 participó en la primera conferencia internacional sobre el opio y en la conferencia sobre letras de cambio y cheques en La Haya. Fue secretario de la delegación salvadoreña en los actos del centenario de las Cortes de Cádiz. Fue delegado en los preparativos en Londres y en la primera asamblea general de la Sociedad de las Naciones en Ginebra en 1920. En 1922 fue Secretario de Estado en el Ministerio de Asuntos Exteriores. Desde julio de 1922 hasta febrero de 1923 fue ministro de Relaciones Exteriores en el gobierno de Jorge Meléndez Ramírez. En 1926 encabezó la delegación salvadoreña al Congreso Panamericano en la Ciudad de Panamá. En 1931 fue delegado a la cuarta Conferencia Comercial Panamericana en Washington D. C. y en 1933 a la séptima Conferencia Panamericana en Montevideo.